# Église Santa Maria Maddalena delle Convertite Spagnole
L'église Santa Maria Maddalena delle Convertite Spagnole (Sainte-Marie-Madeleine-des-Converties-Espagnoles) est une église du centre historique de Naples dédiée à la Madeleine. Elle dépend de l'archidiocèse de Naples.

## Histoire et description
L'église et son couvent ont reçu ce vocable en 1634, quand de par la volonté de la vice-reine de Naples, Éléonore Guzman, comtesse de Monterrey, les femmes d'un institut voisin y furent transférées. Cette maison d'accueil avait son siège via Toledo. La nouvelle maison d'accueil est reconstruite à la fin du XVIIe siècle par Isabella Alarcon y Mendoza, afin d'abriter de jeunes Espagnoles converties, c'est-à-dire sorties de la vie mondaine. 
C'est ici qu'une des bienfaitrices du nom d'Anna Zevaglios y vécut, comme le rappelle une inscription lapidaire de 1685. Elle prit le voile sous le nom de Sœur Angélique de Saint-Joseph. 
La façade classique est fort simple : elle se présente avec quatre lésènes aux chapiteaux ioniques, soutenant un fronton à la grecque avec deux bas-reliefs en ovale. De chaque côté du maître-autel, on remarque des tableaux du XVIIe siècle représentant Le Baptême du Christ et Le Rosaire, œuvres de Niccolò Russo, élève de Luca Giordano.

## Source de la traduction
- (it) Cet article est partiellement ou en totalité issu de l’article de Wikipédia en italien intitulé « Chiesa di Santa Maddalena delle Convertite Spagnole » (voir la liste des auteurs).